# Passione ribelle
Passione ribelle (All the Pretty Horses) è un film del 2000 diretto da Billy Bob Thornton, tratto dal romanzo Cavalli selvaggi dello scrittore statunitense Cormac McCarthy.

## Trama
Nel 1949 il giovane cowboy John Grady Cole viene reso senzatetto dopo la vendita del ranch di famiglia. Chiede al suo migliore amico Lacey Rawlins di lasciare il ranch di famiglia a San Angelo, in Texas, e di unirsi a lui per viaggiare a cavallo per attraversare il confine 150 miglia a sud, per cercare lavoro in Messico. Incontrano uno strano ragazzo di nome Jimmy Blevins sulla strada per il Messico, con il quale fanno amicizia ma da cui poi si separano. Più tardi, incontrano la figlia di un giovane aristocratico, Alejandra Villarreal, di cui Cole si innamora.
Cole e Rawlins diventano braccianti per il padre di Alejandra, a cui piace il loro lavoro, ma l'interesse romantico di Cole per Alejandra non è accolto dalla sua ricca zia. Dopo che il padre di Alejandra la porta via, Cole e Rawlins vengono arrestati dalla polizia messicana e portati in prigione, dove fanno visita a Blevins, che è stato accusato di aver rubato un cavallo e di omicidio, e viene ucciso da un capitano di polizia corrotto. Cole e Rawlins vengono mandati in una prigione messicana per aver favorito i crimini di Blevins, dove devono difendersi da pericolosi detenuti. I due sono quasi uccisi.
La zia di Alejandra libera Cole e Rawlins, a condizione che non li veda mai più. Mentre Rawlins torna al ranch dei suoi genitori in Texas, Cole tenta di riunirsi con Alejandra nonostante le obiezioni della sua famiglia. Sua zia è sicura che Alejandra manterrà la sua parola e non tornerà insieme a Cole, tanto da dare a Cole anche il numero di telefono di sua nipote. Cole esorta Alejandra a venire in Texas con lui. Lei, tuttavia, decide che deve mantenere la sua parola e sebbene lo ami, non andrà con lui.
Cole si propone di vendicarsi del capitano che ha tolto la vita a Blevins, nonché di riavere i suoi cavalli, Lacey e Blevins. Dopo aver fatto prigioniero il capitano, lo consegna a un gruppo di uomini messicani, incluso uno con cui Cole aveva precedentemente condiviso una cella quando furono imprigionati dal capitano. A Cole viene risparmiata la decisione di uccidere il capitano, ma è implicito che gli uomini a cui è stato consegnato il capitano lo faranno.
Tornato negli Stati Uniti e attraversando una piccola città del Texas, infilando due cavalli dietro quello che sta cavalcando, si ferma per chiedere che giorno sia. È il Ringraziamento. Chiede a un paio di uomini se sarebbero interessati all'acquisto di un fucile, poiché ha bisogno di soldi. Uno è il vice di uno sceriffo e lo arresta perché tutti e tre i cavalli hanno marchi diversi e sospettano che Cole sia un ladro di cavalli.
In tribunale, Cole racconta al giudice la sua storia dall'inizio. Il giudice gli crede e ordina che Cole venga liberato e che i cavalli gli vengano restituiti. Più tardi quella sera, Cole si presenta a casa del giudice, turbato. Il giudice aveva parlato bene di lui in tribunale, ma Cole si sente in colpa per il fatto che Blevins sia stato ucciso, anche se non avrebbe potuto fare nulla per impedirne la morte. È arrabbiato con se stesso per non aver parlato in quel momento. Il giudice gli dice che è troppo duro con se stesso e non avrebbe potuto essere aiutato; deve andare avanti e vivere la sua vita. Cole va al ranch della famiglia di Rawlins, dove restituisce il cavallo del suo amico.

## Accoglienza
La pellicola, alla sua uscita, si dimostrò un fiasco, incassando in totale 18 milioni di dollari a fronte d'un budget di 57, ed anche i  riscontri critici furono tutt'altro che lusinghieri. Sul sito di recensioni Rotten Tomatoes gli viene attribuito un 32% di gradimento sulla scorta di 100 recensioni, cui è riportato in sintesi il commento: «Quest'adattamento del romanzo di Cormac McCarthy risulta abbastanza piatto e noioso. Le scene appaiono sbrigative ed abbozzate, e la storia d'amore tra Damon e la Cruz non fa scintille».
La critica Lisa Schwarzbaum, scrivendo sull'Entertainment Weekly, sentenziò: «Dovendo scegliere con quali attrezzi smussati ridurre un buon libro in un brutto film, il regista Billy Bob Thornton opta per immagini artistoidi pesanti ed aleatorie e per un ritmo flemmatico». Per il critico del New York Times A. O. Scott, il film era «falso e superficiale quanto una reclame della Marlboro».
Unica voce fuori dal coro fu Roger Ebert che, nella propria recensione sulle pagine del Chicago Sun-Times, gli diede tre stellette e mezzo su un massimo di quattro.

## Riconoscimenti
- 2000 - National Board of Review
  - Miglior sceneggiatura